# Ibrahim Salah
Ibrahim Salah (en árabe: إِبْرَاهِيم صَلَاح‎; Saint-Josse-ten-Noode, Bélgica, 30 de agosto de 2001) es un futbolista marroquí que juega de delantero en el Stade Rennes F. C. de la Ligue 1.

## Trayectoria
Canterano del Royale Union Saint-Gilloise y del K Beerschot VA, en 2020 iba a fichar por el Leicester City F. C. pero el fichaje fracasó por motivos administrativos. Ingresó en la cantera de K. A. A. Gante el 28 de mayo de 2021. Firmó su primer contrato profesional con el club el 27 de diciembre de 2021. En el julio de 2022 comenzó a entrenar con el primer equipo para preparar la temporada 2022-23. Debutó con el cluben la Primera División de Bélgica entrando como suplente en la victoria por 2-1 contra el K. V. C. Westerlo el 7 de agosto de 2022. En los primeros meses de la temporada 2022-23 el entrenador del Gante Hein Vanhaezebrouck dio la oportunidad de jugar en el primer equipo a jugadores jóvenes como él, Malick Fofana y Noah De Ridder. Él y Fofana debutaron juntos en ese mismo partido contra el Westerloo. Vanhaezebrouck lo elogió por su esfuerzo en los entrenamientos y dijo que su nivel era lo suficientemente alto como para enviar un mensaje a los jugadores más experimentados, y que se ganó el puesto por méritos propios.

## Estadísticas

### Clubes
Actualizado al último partido disputado el 6 de noviembre de 2024.
| Club                          | Div.          | Temporada     | Liga  | Liga  | Liga   | Copas nacionales | Copas nacionales | Copas nacionales | Copas internacionales | Copas internacionales | Copas internacionales | Total | Total | Total  |
| Club                          | Div.          | Temporada     | Part. | Goles | Asist. | Part.            | Goles            | Asist.           | Part.                 | Goles                 | Asist.                | Part. | Goles | Asist. |
| ----------------------------- | ------------- | ------------- | ----- | ----- | ------ | ---------------- | ---------------- | ---------------- | --------------------- | --------------------- | --------------------- | ----- | ----- | ------ |
| K. A. A. Gante · Bélgica      | 1.ª           | 2022-23       | 14    | 3     | 1      | 3                | 0                | 0                | 4                     | 0                     | 0                     | 21    | 3     | 1      |
| K. A. A. Gante · Bélgica      | Total club    | Total club    | 14    | 3     | 1      | 3                | 0                | 0                | 4                     | 0                     | 0                     | 21    | 3     | 1      |
| Stade Rennes F. C. Francia    | 1.ª           | 2022-23       | 12    | 0     | 0      | 0                | 0                | 0                | 2                     | 1                     | 0                     | 14    | 1     | 0      |
| Stade Rennes F. C. Francia    | 1.ª           | 2023-24       | 23    | 4     | 1      | 3                | 1                | 0                | 6                     | 1                     | 0                     | 32    | 6     | 1      |
| Stade Rennes F. C. Francia    | Total club    | Total club    | 35    | 4     | 1      | 3                | 1                | 0                | 8                     | 2                     | 0                     | 46    | 7     | 1      |
| Stade Rennes F. C. II Francia | 5.ª           | 2023-24       | 1     | 2     | 0      | —                | —                | —                | —                     | —                     | —                     | 1     | 2     | 0      |
| Stade Rennes F. C. II Francia | Total club    | Total club    | 1     | 2     | 0      | 0                | 0                | 0                | 0                     | 0                     | 0                     | 1     | 2     | 0      |
| Stade Brestois 29 Francia     | 1.ª           | 2024-25       | 6     | 1     | 0      | 0                | 0                | 0                | 2                     | 0                     | 0                     | 8     | 1     | 0      |
| Stade Brestois 29 Francia     | Total club    | Total club    | 6     | 1     | 0      | 0                | 0                | 0                | 2                     | 0                     | 0                     | 8     | 1     | 0      |
| Total carrera                 | Total carrera | Total carrera | 56    | 10    | 2      | 6                | 1                | 0                | 14                    | 2                     | 0                     | 76    | 13    | 2      |